# Alessandro Lazzerini (scultore)

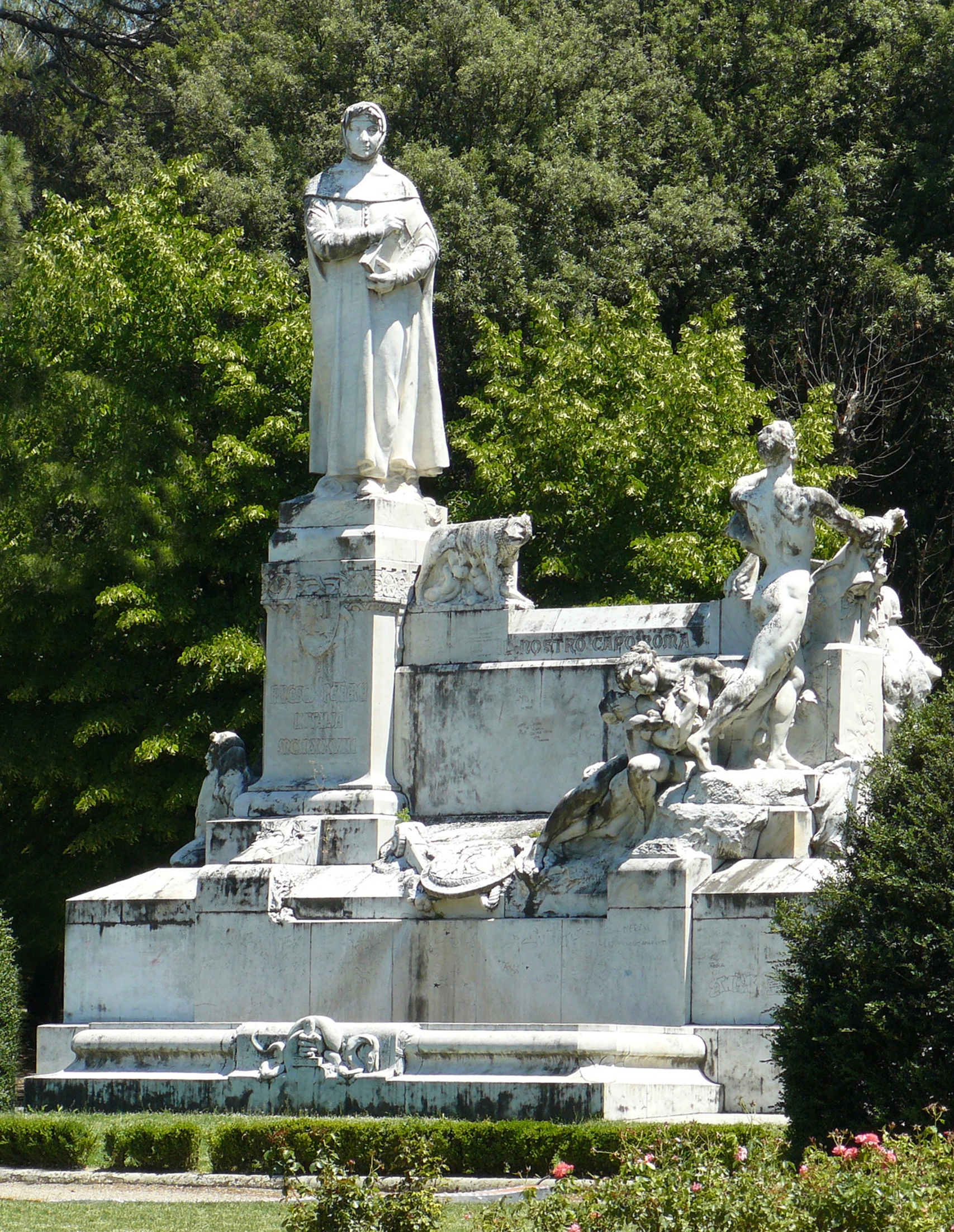
Monumento nazionale a Francesco Petrarca, Arezzo

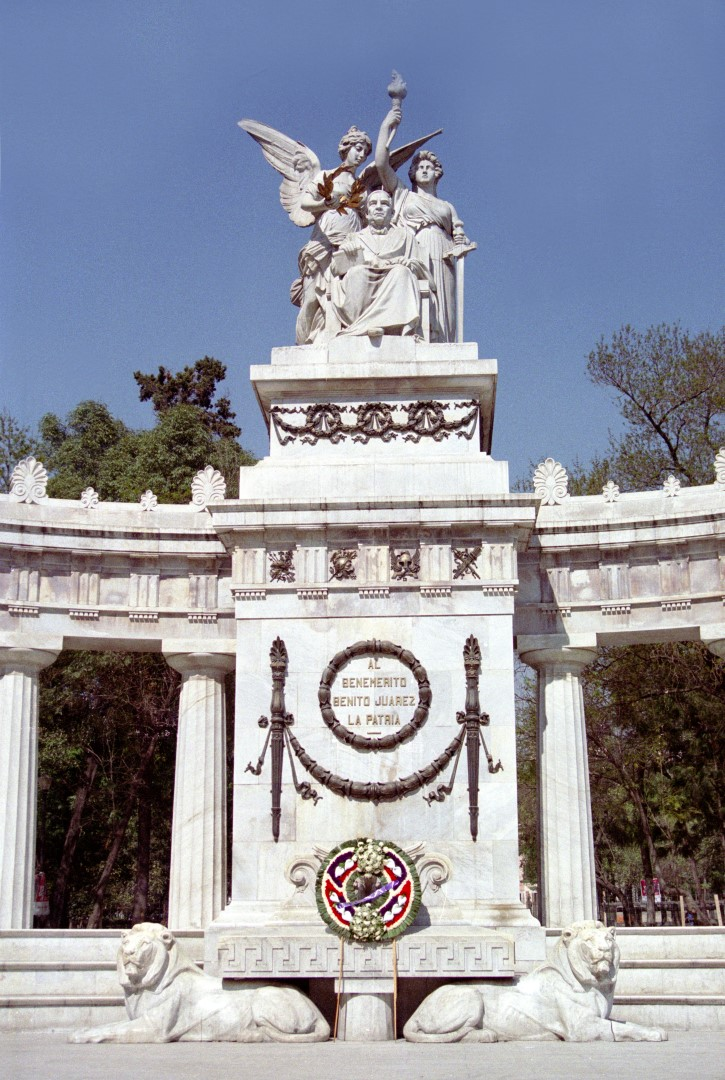
Emiciclo Juárez, Città del Messico

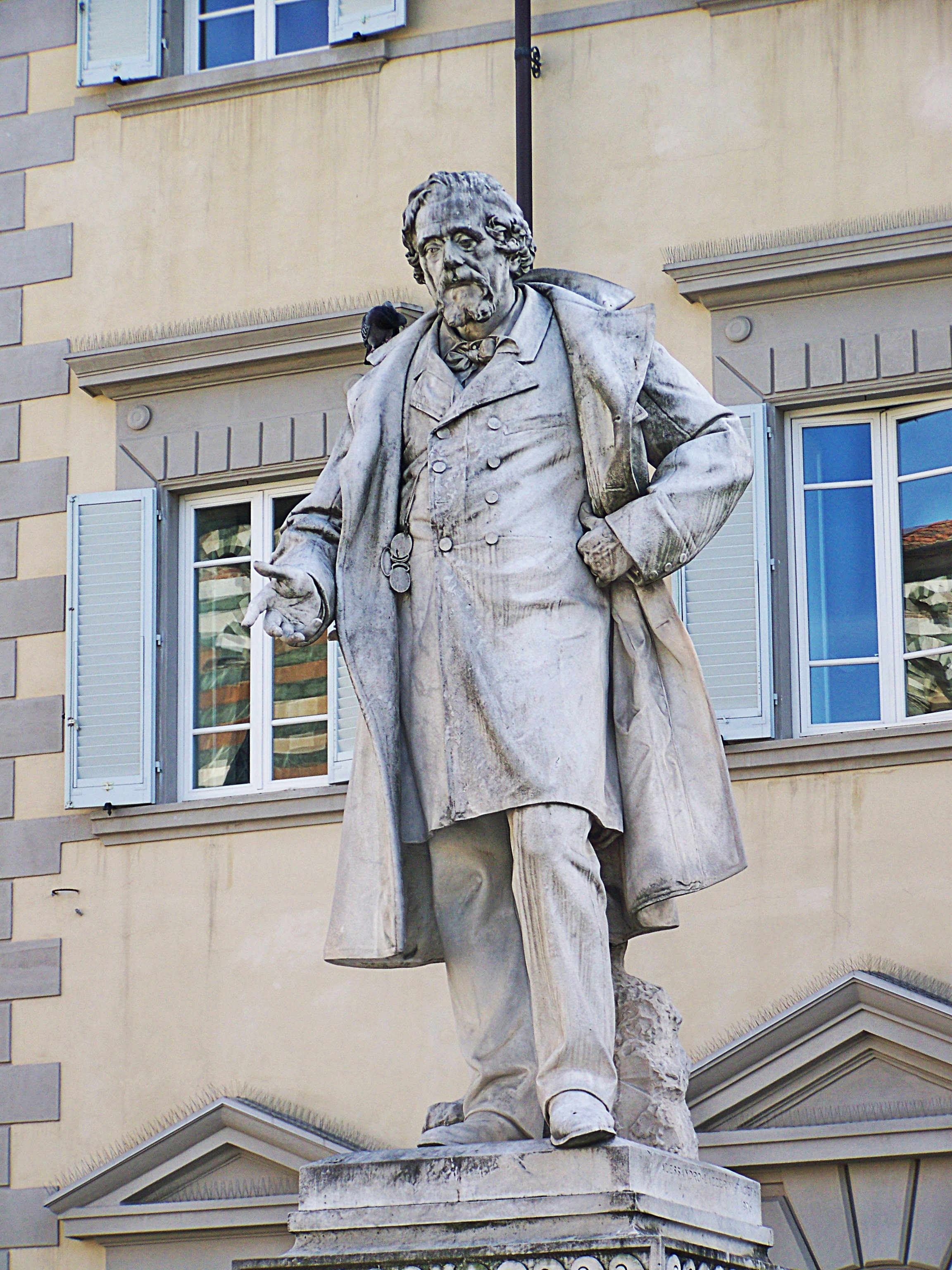
Monumento a Giuseppe Mazzoni, Prato

Alessandro Lazzerini (Carrara, 7 novembre 1860 – Carrara, 8 gennaio 1942) è stato uno scultore italiano.

## Biografia
Figlio dello scultore Giuseppe Ferdinando e di Teonia Ghetti, fece parte di una dinastia di scultori carrarini di cognome Lazzarini, poi variato in Lazzerini. Suo padre in particolare fu un apprezzato seguace di Bertel Thorvaldsen. 
Alessandro studiò al Convitto Cicognini di Prato, poi all'Accademia di Belle Arti di Carrara, per poi proseguire autonomamente gli studi, essendo stato escluso, nel 1882, da un pensionato triennale a Roma per cui aveva fatto domanda. 
Si inserì infatti, quasi subito, nei circuiti importanti della committenza artistica della sua regione, come dimostra in quello stesso anno la realizzazione del busto di Vittoria Augusta di Borbone per la villa Reale di Marlia a Lucca, a cui seguì nello stesso luogo il Monumento funebre a Carlo e Penelope di Borbone (1888). Non tardarono ad arrivare richieste anche fuori dalla Toscana, come il monumento al capitano Domenico Ferrari a Camogli. 
Questi primi successi lo spinsero nel 1889 ad aprire uno studio in via Poliziano a Firenze, in quegli anni animata da una vivace scena artistica, nel cuore del quartiere degli artisti attorno a piazzale Donatello. Nel 1897 realizzò una prima, grande opera pubblica, il Monumento a Giuseppe Mazzoni per piazza del Duomo a Prato, e lo stesso anno si trasferì in uno studio più grande, alla centralissima via Nazionale. La sua notorietà era ormai affermata, come dimostrano anche le frequentazioni con importanti personaggi dell'epoca, come Giovanni Fattori, Ugo Ojetti, i fratelli Alinari, Libero Andreotti. 
Nel 1900 partecipò all'Esposizione universale di Parigi, dove con la statua À l'oeuvre ottenne la medaglia di bronzo. Seguirono altre importanti esposizioni (alla Biennale di Venezia nel 1903, col gruppo in gesso Verso la Gloria, e nel 1905, con La Forza, acquistata dal Louvre), che lo consacrarono a una fama anche internazionale. Nel 1906 per esempio realizzò sei busti di compositori per il Metropolitan Theatre di New York (irreperibili dopo la ricostruzione del 1967).
Nel 1908 ottenne la vittoria al concorso per realizzare un monumento nazionale dedicato a Francesco Petrarca ad Arezzo: opera grandiosa ma assai travagliata, fu inaugurata solo il 25 novembre 1928, dopo aspre polemiche legate ai costi e al risultato finale. Nella stessa città realizzò anche il piccolo Monumento a Giorgio Vasari sulle logge di piazza Grande (1911) e il Monumento ai Caduti della Prima guerra mondiale nel cimitero urbano. 
Nel 1910 inaugurò il monumento a Giovan Battista Pergolesi a Jesi, e prese parte a un grandioso progetto internazionale, la decorazione scultorea dell'emiciclo a Benito Juárez a Città del Messico, su progetto dell'architetto Guillermo de Heredia. Nel 1912 scolpì il Monumento a Carlo Alberto Fabbricotti per la cappella di famiglia nella tenuta di Marinella a Sarzana.
Accanto a queste importanti commissioni, Lazzerini lavorò costantemente nell'azienda di famiglia, producendo lapidi e monumenti funerari (attività portata avanti con successo per tutti gli anni venti), e copie di sculture celebri sia antiche che moderne (alcune ospitate anche all'estero come alla Ny Carlsberg Glyptotek e al Thorvaldsens Museum di Copenaghen, e al Willumsens Museum di Frederikssund). Collaborò inoltre con Libero Andreotti, producendo alcune copie dei suoi lavori per una committenza illustre. 
Fu nominato professore onorario dell'Accademia di belle arti di Firenze e vi insegnò dal 1911 al 1914.
La crisi economica del 1929 segnò un duro colpo per la sua attività, sia per il venir meno di molta committenza agiata, sia perché in quegli anni mutò il gusto verso forme più sintetiche e stilizzate, che mal si adattavano alla sua esuberanza, a cavallo tra la retorica ottocentesca e la scioltezza vibrante dello stile Liberty. 
Seguì infatti un ridimensionamento della sua attività, che portò alla chiusura dell'atelier fiorentino e alla vendita di numerose proprietà nella zona di Carrara, compreso lo storico laboratorio familiare in quella che oggi è la via Fratelli Rosselli. Continuò in chiave minore l'attività di scultore e copista fino agli ultimi anni.
Suo figlio Roberto, avuto dalla moglie Corinna Salvini, scrisse un dettagliato resoconto sulla storia della sua famiglia, oggi nella Biblioteca civica di Carrara: Tre secoli di vita e attività artistica in Carrara e nel mondo della famiglia Lazzarini o Lazzerini.